# Лубченко Андрій Федорович

Лубченко Андрій Федорович (27 жовтня 1921 – 26 листопада 1977) — український і радянський фізик-теоретик, доктор фізико-математичних наук, професор.

## Біографія
У 1951 р. закінчив фізико-математичний факультет Львівського державного університету ім.І.Франка. Відтоді працював у Інституті фізики АН УРСР; 1966-71 – в Інституті теоретичної фізики АН УРСР; 1971-77 – завідувач відділу теоретичної фізики Інституту ядерних досліджень АН УРСР; водночас 1964-70 – професор кафедри теоретичної фізики Київського університету.

## Наукові інтереси
Наукові праці стосуються фізики твердого тіла, теорії оптичних спектрів домішкових молекулярних кристалів, розрахунків дисперсії та спектрів поглинання і люмінесценції твердих розчинів молекулярних кристалів, квантової теорія оптичних властивостей твердих тіл, теоретичних досліджень резонансного випромінювання, поглинання та розсіювання гамма квантів ядрами ідеальних та неідеальних кристалів, дослідження температурного генезису безфононних смуг в оптичних спектрах.

## Досягнення
В 1966 році за теоретичне дослідження екситонів у кристалах став лауреатом Ленінської премії. 
Автор книги: Квантові переходи в домішкових центрах твердих тіл (-Київ: Наук. думка, 1978. -294с.)